# Kanadalilja
Kanadalilja (Lilium canadense) är en art i familjen liljeväxter. Den förekommer i östra Nordamerika. Arten odlas som trädgårdsväxt i Sverige.
Kanadalilja är en flerårig, kal ört med lök Den blir 60–180 cm hög. Löken är äggrund till klotformig, 2-5–4 cm i diameter, med vita lökfjäll. Den bildar jordstammar. Bladen sitter 6–12 i kransar, de är smalt lansettlika. Blommorna sitter upp till 20 stycken i en flock, de är hängande. Hyllebladen är gula till orangegula, vanligen med mörkt bruna prickar, de har inrullade kanter och är ofta tillbakarullade. Ståndarna är kortare än hyllebladen och står samlade intill den gulaktiga pistillen. Arten blommar i juni–juli.
Arten är mycket mångformig och ett flertal former och varieteter har beskrivits. De är dock svåra att definiera och saknar vetenskapligt värde. 

## Liknande arter
Kanadalilja liknar michiganlilja (L. michiganense), men den senare har tillbakarullade hylleblad och ståndare som är utställda från pistillen och något länge än hyllet. En annan liknande art är graylilja (L. grayi), men denna har sträva bladundersidor och bladkanter, samt röd pistill.

## Sorter
Ett flertal kloner har selekterats och fått sortnamn:
- 'Chocolate Chips'
- 'Fire Engine'
- 'Golden Rule'
- 'Melted Spots'
- 'Peaches and Pepper'
- 'Redwing'
- 'Ten-gallon Turkscap'

## Hybrider
Arten har visat sig vara svår att korsa med andra arter och det finns endast en sort registrerad. 'Pink Bells' är en hybrid mellan kanadalilja och michiganlilja.
Där arterna möts i naturen förekommer hybrider mellan kanadalilja och graylilja, de har fått de vetenskapliga namnet Lilium ×pseudograyi.

## Synonymer
- Lilium canadense f. flavum (Pursh) Vict.
- Lilium canadense f. peramoenum (Farw.) B.Boivin & Cody
- Lilium canadense f. rubrum Britton
- Lilium canadense var. coccineum Pursh
- Lilium canadense var. editorum Fernald
- Lilium canadense var. flavum Pursh
- Lilium canadense var. hartwegii Baker
- Lilium michiganense f. peramoenum (Farw.) Stoker
- Lilium penduliflorum DC.
- Lilium pendulum Spae
- Lilium peramoenum Farw.
- Lilium philadelphicum subsp. editorum (Fernald) Wherry
- Lilium pulchrum Salisb.